# Kesswil
Kesswil är en ort och kommun vid Bodensjön i distriktet Arbon i kantonen Thurgau, Schweiz. Kommunen har 999 invånare (2023).
Psykiatern Carl Jung var född i Kesswil.